# كوستيا تسزيو
كوستيا تسزيو (الروسية: Цзю, Константин Борисович) مواليد 19 سبتمبر 1969 في سيروف، الجمهورية الروسية السوفيتية الاتحادية الاشتراكية، الاتحاد السوفيتي، هو ملاكم أسترالي يصنف ضمن فئة وزن خفيف الوسط. حقق بطولة رابطة الملاكمة العالمية وبطولة المجلس العالمي للملاكمة وبطولة الاتحاد الدولي للملاكمة. شارك في دورة الألعاب الأولمبية الصيفية.

## إحصائيات
خاض خلال مسيرته 34 نزالا، فاز في 31 وخسر في 2. فاز بالضربة القاضية في 25 نزالا.

## روابط خارجية
- كوستيا تسزيو على موقع بوكس ريك (الإنجليزية) (registration required)
- كوستيا تسزيو على موقع أوليمبيديا (الإنجليزية)
- كوستيا تسزيو على موقع قاعة أستراليا للمشاهير الرياضية (الإنجليزية)